# Пошаговая стратегия
Поша́говая страте́гия (англ. turn-based strategy, TBS) — поджанр стратегических игр, в которых игровой процесс состоит из последовательности фиксированных моментов времени, именуемых ходами (или шагами), во время которых игроки совершают свои действия.

## Характеристика

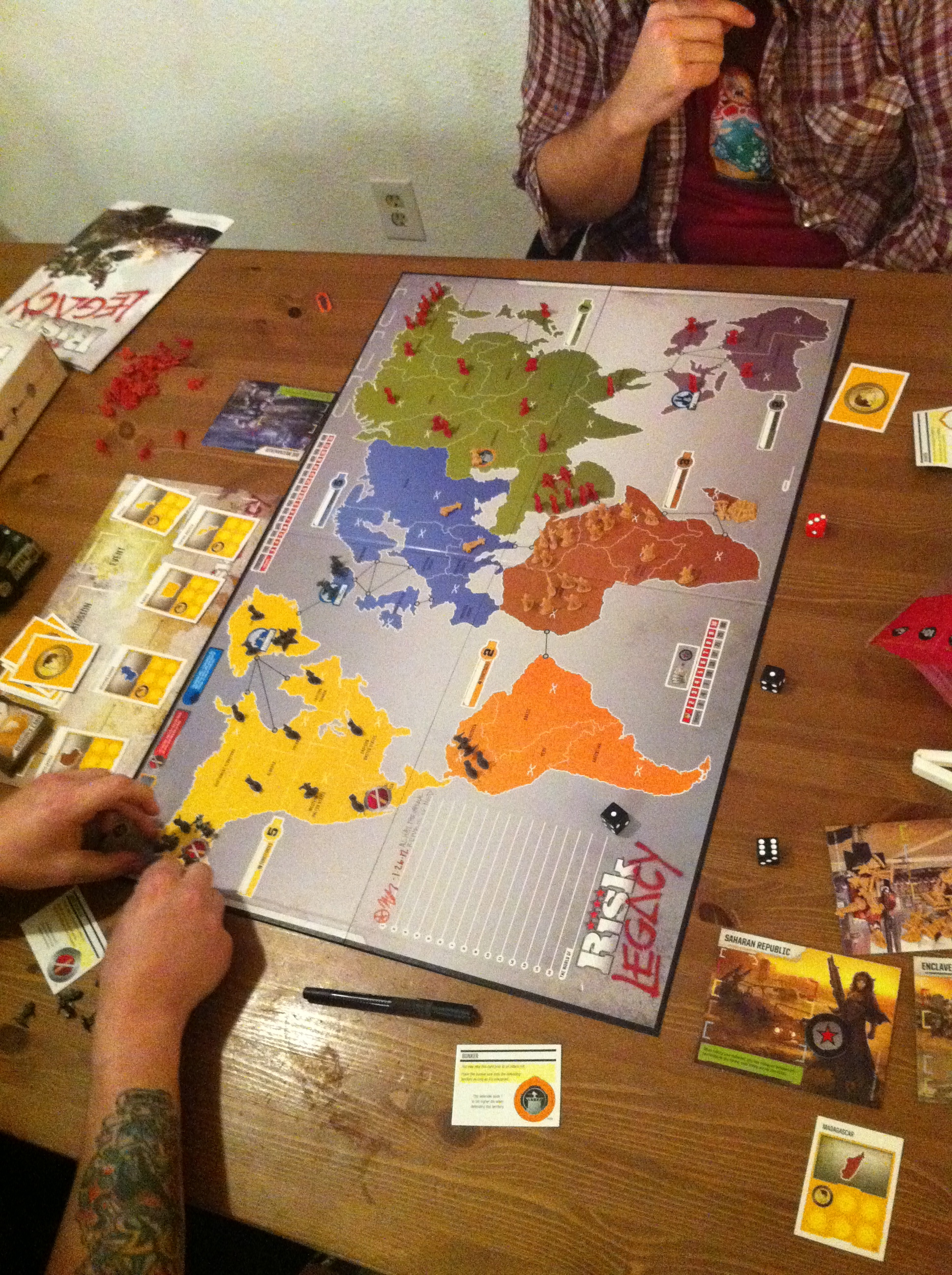
Риск — настольная пошаговая стратегическая игра

Основной характеристикой пошаговых стратегических игр является дискретность игрового процесса. Игра состоит из фиксированных во времени моментов («шагов» или «ходов»), которые завершаются только по команде игрока. Во время этих ходов игрок совершает свои действия. Один ход может соответствовать промежутку во много лет в игровом мире, за которые игрок успевает управиться с событиями в каждом городе империи и отдать приказы сотням военных отрядов.
В большинстве пошаговых стратегий, например, в Sid Meier's Civilization или Heroes of Might and Magic, игроки совершают ходы по очереди, как в таких классических настольных играх, как шахматы и Риск.
Существует тип стратегических игр, которые обычно относят к пошаговым, но игроки в них делают ходы одновременно. Иногда их еще называют пошаговыми стратегиями в реальном времени или tick-based strategy (от англ. tick — метка). В таких играх все игроки совершают игровые действия одновременно и в реальном времени. Когда игрок заканчивает возможные или желаемые действия, он отмечает, что готов к следующему ходу. После того, как все игроки просигнализировали о завершении хода, начинается следующий ход. Игры данного типа часто относят к пошаговым стратегиям, потому что в основе игрового процесса лежит «пошаговость», несмотря на то, что действия совершаются одновременно. Примером такой игры может служить Age of Wonders .
Некоторые стратегические компьютерные игры комбинируют в себе элементы пошаговой стратегии и стратегии в реальном времени. Такие игры, как Lords of the Realm от Impressions Games и Total War от Creative Assembly используют пошаговую механику на уровне глобальной стратегии и управления, а тактические сражения происходят в реальном времени. Тем не менее, исход сражений зачастую зависит от решений принятых во время пошаговой фазы, и в целом игровой процесс ближе к пошаговым стратегиям, чем к стратегиям в реальном времени. Во многих «гибридных» играх сражения в реальном времени могут быть пропущены, а их исход рассчитан автоматически.

## История

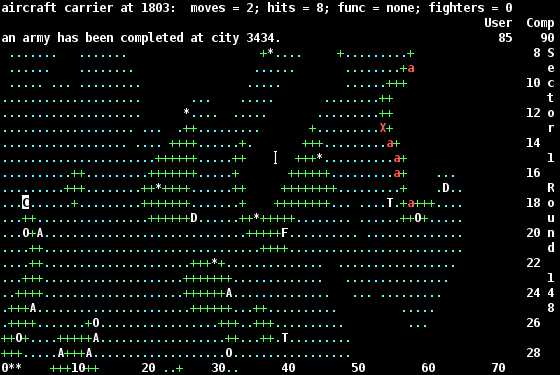
Открытая версия игры Empire с ASCII интерфейсом, основанная на оригинальном коде Уолтера Брайта 1977 года

Компьютерные пошаговые стратегии происходят от настольных стратегических игр, в которых игроки, как правило, совершали действия по очереди. До 1990 года почти все стратегические компьютерные игры были пошаговыми. Большинство первых пошаговых стратегий были либо вариациями существующих настольных игр, либо в той или иной степени были вдохновлены ими.
Текстовую игру конца 1960-х годов Hamurabi часто называют прародителем компьютерных стратегических игр. В ней игроку предстояло управлять ресурсами и землями шумерского государства, а сам игровой процесс был пошаговым.
В 1972 году Питер Лэнгстон создал многопользовательскую пошаговую стратегическую игру Empire, которая была основана на одноименной настольной игре, разработанной студентами Рид-колледжа. В 1977 году Уолтер Брайт создал пошаговую стратегию, которая тоже называлась Empire. По словам Брайта, игра не имела никакого отношения к игре из Рид-колледжа и базировалась на настольной игре собственного авторства, созданной по мотивам игры Риск.
В конце 1970-х годах энтузиаст настольных игр Джоэл Биллингс основал компанию Strategic Simulations, Inc., которая открыла рынок стратегических компьютерных игр. Дебютной игрой компании стала созданная Джоном Лайонсом и выпущенная в 1980 году пошаговая стратегическая игра Computer Bismarck, которую часто называют первым «серьёзным варгеймом для микрокомпьютеров». В 1981 году вышла пошаговая стратегия Eastern Front (1941) для домашних компьютеров Atari, ставшая первой стратегической игрой, добившейся большого коммерческого успеха. Всего было продано свыше 60 000 копий игры.
Космические пошаговые стратегии Andromeda Conquest от Avalon Hill и Reach for the Stars от Strategic Studies Group вышедшие в 1982 и 1983 годах, заложили основу для жанра 4X игр.
Компания Koei выпускает в 1983 году игру Nobunaga's Ambition, а в 1985 Romance of the Three Kingdoms — первые части одних из самых долго существующих серий в жанре. Эти серии пользуются большой популярностью в азиатских странах. Каждая из них в настоящее время насчитывает более 15 игр.
В 1989 году Strategic Studies Group выпустила созданную пошаговую стратегию в стиле фэнтези Warlords. Игра поддерживала многопользовательскую игру в режиме hot-seat до 9 человек и пользовалась большой популярностью в начале 90-х годов. За ней последовала серия из четырёх пошаговых стратегий и нескольких играх в других жанрах.

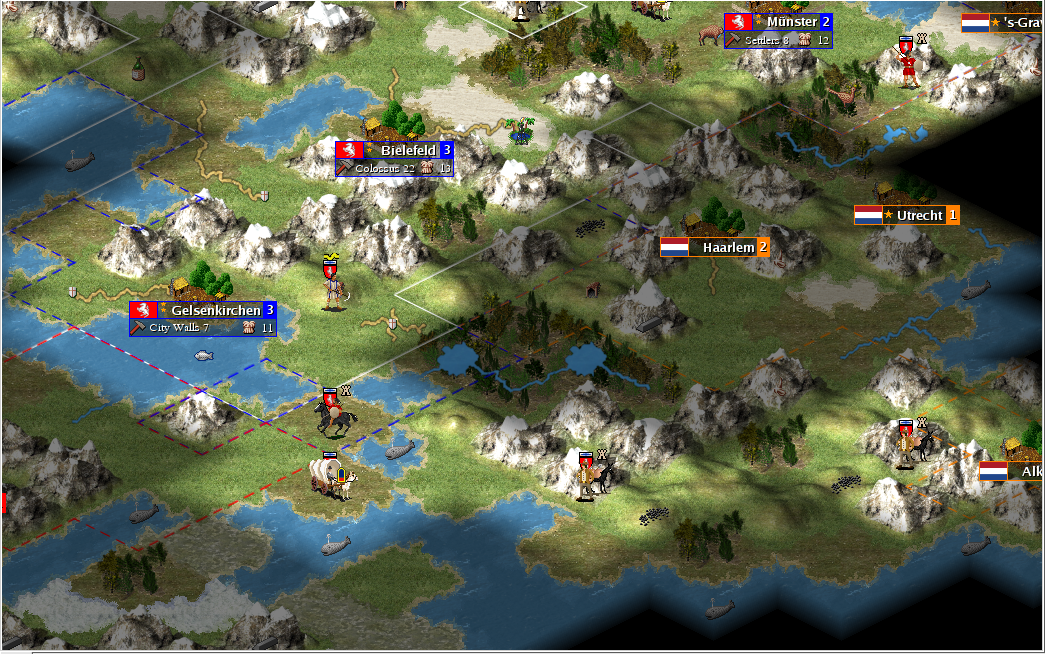
Freeciv — свободная игра, основанная на серии Civilization

В 1991 году Сид Мейер создал пошаговую стратегическую игру Civilization, игровой процесс которой заключался в развитии племени через века от доисторического времени до космической эпохи. Журнал GamePro назвал в 2007 году Civilization самой важной стратегической игрой, а журнал Computer Gaming World поставил в 1996 году на первое место в списке лучших игр всех времен. Civilization дала начала серии успешных игр, в которой на 2015 год был продан 31 миллион копий.
В 1993 году Джулиан Голлоп создал научно-фантастическую игру X-COM: UFO Defense, включающую в себя элементы стратегической игры, пошаговой тактики и ролевой игры. По мнению журнала Edge, именно эта игра сделала пошаговый варгейминг массовым.
В середине 1990-х Strategic Simulations, Inc. произвела две успешные серии пошаговых тактических варгеймов о второй мировой войне — Panzer General и Steel Panthers.
Компания New World Computing в 1995 году выпустила спин-офф своей серии ролевых игр Might and Magic — Heroes of Might and Magic, первую часть популярной одноименной серии пошаговых стратегий с ролевыми элементами. Игра была создана Джоном Ван Канегемом и основывалась на приключенческой пошаговой ролевой игре 1989 года King's Bounty. 
В 1999 году вышла игра Age of Wonders, соединившая в себе стратегическую игру на глобальной карте, характерную для 4X стратегий, дерево изучения магических заклинаний и тактические сражения. Комбинирование жанров было продолжено Creative Assembly в их серии стратегий Total War. Игры этой серии сочетают в себе элементы стратегии в реальном времени и глобальной стратегии. Первая часть серии вышла в 2000 году.